# Claudia Rimkus

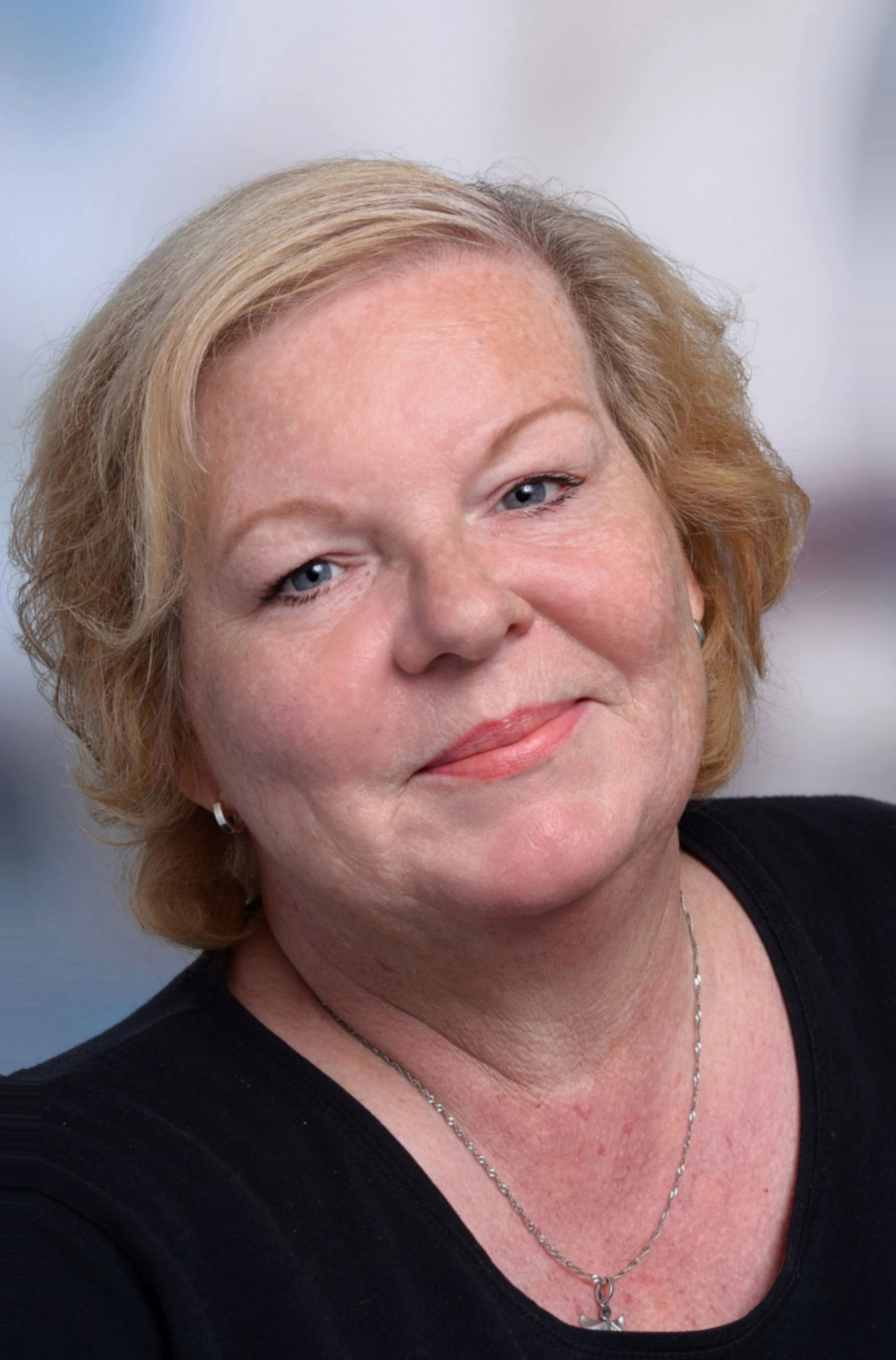
Claudia Rimkus (2025)

 Claudia Rimkus (geboren 2. Juli 1956 in Hannover) ist eine deutsche Autorin.

## Leben
Die Verwaltungsangestellte arbeitete als Schulsekretärin am Kaiser-Wilhelm- und Ratsgymnasium Hannover. Ihre ersten Erzählungen erschienen als Fortsetzungsromane in der Hannoverschen Allgemeinen Zeitung und in angeschlossenen Lokalzeitungen. Danach folgten Kurzgeschichten und Romane. Bekannt wurde sie mit ihren in Hannover spielenden Krimis, die im Gmeiner-Verlag erschienen sind. Ihren Kriminalroman Letztes Kapitel Hannover veröffentlichte sie zum Krimifest Criminale, das 2024 erstmals in Hannover ausgerichtet wurde.
Rimkus ist Mitglied im Syndikat, dem Verein für deutschsprachige Kriminalliteratur.

## Veröffentlichungen (Auswahl)
- Nordstrøm – Die Jagd, Verlag CW Niemeyer, Hameln, 2025, ISBN 978-3-8271-9279-0
- Letztes Kapitel Hannover. Kriminalroman, Gmeiner-Verlag, Meßkirch 2024, ISBN 978-3-8392-0612-6
- Erlenried. Kriminalroman, Gmeiner-Verlag, Meßkirch 2022, ISBN 978-3-8392-0259-3
- Uhlenbrock. Kriminalroman, Gmeiner-Verlag, Meßkirch 2021, ISBN 978-3-8392-0088-9
- Rabeneck. Kriminalroman, Gmeiner-Verlag, Meßkirch 2020, ISBN 978-3-8392-2588-2
- Mit Heike Wolpert: Mörderisches aus Hannover: 11 Krimis und 125 Freizeittipps. Gmeiner-Verlag, Meßkirch 2019, ISBN 978-3-8392-2540-0
- Eichengrund. Kriminalroman, Gmeiner-Verlag, Meßkirch 2018, ISBN 978-3-8392-2204-1